# クイズ!!データマッチ
『クイズ!!データマッチ』は、1986年12月7日から1987年10月25日までテレビ朝日系列局で放送されていたテレビ朝日制作のクイズ番組である。放送時間は毎週日曜 12:00 - 12:45 （日本標準時）。
様々なランキングの問題を出題していた番組で、『大正テレビ寄席』を筆頭に長らくバラエティ番組が続いたこの枠では珍しいクイズ番組となった。
系列局の朝日放送はこの時間帯に『日曜笑劇場』の『サブシロのTHE・ハタラケ興業』（1987年3月まで）→『爆笑サンドイッチ』（1987年4月以降）を放送していたため、本番組をネットしなかった。

## 出演者

### 司会
- 桂文珍

### 解答者
- 田代まさし - 解答発表の時に、他の解答者の答えに対して、｢みんな甘い、甘い!｣と言って単独正解する事が度々あった｡
- 野際陽子
- 横山やすし
- 賀来千香子

## 番組の流れ
まずオープニングクイズとして、○×クイズが4問出題される｡解答者は、手で○か×のサインを出し答える｡（1問10点）
次に筆記問題が数問出題される｡（1問10点）アンケートの結果等のランキングの5項目の中で1位を当てる五択問題や、5位以内のいずれかを当てる問題が出題された｡（項目はソラリー式を使用していた｡）
逆転クイズは、10項目の中の1位～3位を当てる｡1位は30点、2位は20点、3位は10点、4～7位は0点、8位は-10点、9位は-20点、10位は-30点｡点数が低い解答者から口答で解答し、ベスト3が全て出たら終了となる｡
| テレビ朝日系列 日曜12:00枠                              | テレビ朝日系列 日曜12:00枠                              | テレビ朝日系列 日曜12:00枠                  |
| 前番組                                                  | 番組名                                                  | 次番組                                      |
| ------------------------------------------------------- | ------------------------------------------------------- | ------------------------------------------- |
| みんな気まぐれ日曜日 （1986年4月13日 - 1986年11月30日） | クイズ!!データマッチ （1986年12月7日 - 1987年10月25日） | 美少女学園 （1987年11月1日 - 1988年4月3日） |